# Helgarö landskommun
Helgarö landskommun var en tidigare kommun i Södermanlands län.

## Administrativ historik
Kommunen bildades i Helgarö socken i Åkers härad i Södermanland när 1862 års kommunalförordningar trädde i kraft. 
Vid kommunreformen 1952 gick den upp i Vårfruberga landskommun. Området tillhör sedan 1971 Strängnäs kommun.